# Владиков Вадим Дмитрович
Вадим Дмитрійович Владиков (нар. 18 березня 1898 — 1986) — засновник наукової іхтіології на Закарпатті. Він вважається основоположником сучасної іхтіології колишньої Чехословаччини та Канади.

## Короткі біографічні відомості

### Початки, навчання
Народився В. Д. Владиков в слободі Козіївка, Харківської губернії, у сім'ї православного священика. Вузівське навчання почав у Харківському університеті у відомого зоолога П. П. Сушкіна. Громадянська війна привела його у лави Білої армії, в результаті чого він потрапив на територію Чехословаччини, де продовжив своє навчання у Карловому університеті в Празі.

### Робота в Закарпатті
В 20-х рр. XX століття свої дослідження проводив на Закарпатті, результати яких виклав у 20 наукових працях, написаних німецькою, російською, французькою та чеською мовами. В них він подає не лише фауністичні та таксономічні відомості про іхтіофауну Закарпаття, але й наводить цікаві матеріали про методи їх лову, місцеві назви риб тощо. Тобто праці Владикова заслуговують уваги не лише з боку зоологів, але також лінгвістів, етнографів.
У передмові до «Риб Підкарпатської Русі» (1927) зазначено, що дослідження риб Закарпаття він почав 1923 року, і що це видання є попереднім, а основне вийде згодом, закінчить його «до кінця року» (передмова написана навесні 1926 року). В процесі дослідження риб краю науковець створив колекцію вологих препаратів частина якої зберігається в Зоологічному музеї УжНУ , а інша частина у Закарпатському обласному краєзнавчому музеї ім. Т. Легоцького. 
У 1928 році В. Д. Владиков покидає Закарпаття. 

### Життя й робота в еміграції
Спочатку працює у Франції, пізніше — у Канаді та США. За своє життя Владиков опублікував 290 наукових праць, відкрив та описав 39 нових для науки таксонів.
Докладно біографія науковця викладена у статті-реквіємі Дона Мак-Аллістера (1988).

## Основні дати життя
- 18.03.1898 р. — день народження.
- 1917 р. — студент Харківського університету.
- 1918—1920 рр. — учасник Громадянської війни.
- 1921 р. — еміграція у Чехословаччину.
- 1925 р. — випуск з Карлового університету в м. Прага.
- 1922—1927 рр. — дослідження на території Підкарпатської Русі.
- 1928 р. — робота в Музеї природознавства Інституту Л. Пастера у м. Париж, Франція.
- 1930—1986 рр. — робота в Канаді та США:

1. університет Квебека;
2. університет штату Меріленд;
3. Науково-дослідна лабораторія Біологічного департаменту Канади;
4. Вища школа рибництва «Акваріум Квебеку» та ін.

- 1986 р. — дата смерті.

## Деякі друковані монографії та статті В. Владикова, що стосуються Закарпаття
1. Über einige Fische aus der Tschechoslovakei (Karpatho-Russland) // Zool. Anzeiger. — 1925. — 64 (11⁄12). — S. 217—374.
2. Владыков, В. Рыбы Подкарпатской Руси и их главнѣйшіе способы ловли [Архівовано 23 серпня 2012 у Wayback Machine.]. — Ужгород: [б. и.], 1926. — 147 с.
3. Обычные названия рыб в различных местностях Подкарпатской Руси // «Просвите». — Ужгород, 1927. — с. 205—232.
4. Sur une nouvelle forme de gardon de la Russie Sous-carpathique (bassin du danube) Rutilus rutilus carpathorossicus subsp. n. // Bulletin de la Société Zoologique de France 55. — Paris, 1930. — P. 103-107.
5. Vladykov, V. D. Poissons de la Russie Sous-carpathique (Tchécoslovaquie) // Mémories de la Société Zoologique de France. — Paris, 1931. — Tome 29 (4). — P. 217—374.

## Визнання
- Золота медаль за дослідження риб Закарпаття у м. Париж.
- На честь ученого названо один з видів міног Eudontomyzon vladykovi [Архівовано 12 грудня 2021 у Wayback Machine.]